# Relayer
Relayer — сьомий студійний альбом англійського прогресивного рок-гурту Yes, що вийшов у листопаді 1974 року на лейблі Atlantic Records. Після того, як у травні 1974 року клавішник Рік Вейкман покинув групу через розбіжності у напрямку гурту після подвійного концептуального альбому Tales from Topographic Oceans (1973), Yes вирушив на репетиції у складі чотирьох учасників у Бакінгемширі. Вони прослухали кількох музикантів, у тому числі грецького клавішника та композитора Вангеліса, перш ніж домовитися про співпрацю з швейцарським музикантом Патріком Моразом з гурту Refugee, який включив до альбому елементи фанку та ф'южину. Relayer складається з трьох треків: «The Gates of Delirium» на першій стороні та «Sound Chaser» і «To Be Over» на другій стороні. 
Relayer отримав, переважно, позитивні відгуки від критиків. Він досяг 4 місця в UK Albums Chart та 5 місця в американському Billboard 200. Сингл із завершальної частини «The Gates of Delirium» під назвою «Soon» вийшов у січні 1975 року. Relayer продовжував продаватися, і отримав золотий сертифікат від Асоціації звукозаписної індустрії Америки (RIAA) за продаж понад 500 000 копій у США. Альбому був перевиданий у 2003 та 2014 роках, обидва з раніше невиданими треками; останнє включає нові мікси стереозвуку та об’ємного звуку 5.1, а також додаткові треки.

## Список пісень
| #  | Назва                   | Автор | Тривалість |
| -- | ----------------------- | ----- | ---------- |
| 1. | «The Gates of Delirium» | Yes   |            |
| 2. | «Sound Chaser»          | Yes   |            |
| 3. | «To Be Over»            | Yes   |            |

| бонус-треки у перевиданні 2003 року | бонус-треки у перевиданні 2003 року          | бонус-треки у перевиданні 2003 року | бонус-треки у перевиданні 2003 року |
| #                                   | Назва                                        | Автор                               | Тривалість                          |
| ----------------------------------- | -------------------------------------------- | ----------------------------------- | ----------------------------------- |
| 4.                                  | «Soon» (Single version)                      | Джон Андерсон                       |                                     |
| 5.                                  | «Sound Chaser» (Single version)              | Yes                                 |                                     |
| 6.                                  | «The Gates of Delirium» (Studio run-through) | Yes                                 |                                     |